# Eradu
Eradu is een plaats in de regio Mid West in West-Australië.

## Geschiedenis
In 1894 opende de spoorweg tussen Narngulu en Mullewa. Het spoorwegstation 'Greenough River' werd in 1903 hernoemd tot Eradu. Tussen 1915 en 1921 was het een station met een stationschef en verpozingsmogelijkheden. In 1920 werd het dorp Eradu er officieel gesticht. Eradu is de Aboriginesnaam voor een waterpoel in de nabijgelegen rivier de Greenough.
Na 1921 sloot het station en bleef er enkel nog een nevenspoor ('siding') in gebruik. Het nevenspoor werd in 1973 uit gebruik genomen.
In 1946 werd in Eradu begonnen met het delven van reeds in 1906 ontdekte steenkool, maar tegen 1948 bleek de steenkool door de lage kwaliteit en de hoge kostprijs van de ontginning onrendabel.

## Beschrijving
Eradu maakt deel uit van het lokale bestuursgebied (LGA) City of Greater Geraldton, waarvan Geraldton de hoofdplaats is. Eradu telde geen inwoners meer in 2021.
De spoorweg die langs Eradu loopt maakt deel uit van het goederenspoorwegnetwerk van Arc Infrastructure.

## Ligging
Eradu ligt langs de Geraldton-Mount Magnet Road die de North West Coastal Highway met de Great Northern Highway verbindt. Het ligt ongeveer 455 kilometer ten noorden van de West-Australische hoofdstad Perth, 140 kilometer ten zuidoosten van Gregory en 50 kilometer ten oosten van Geraldton.